# Aarno Maliniemi

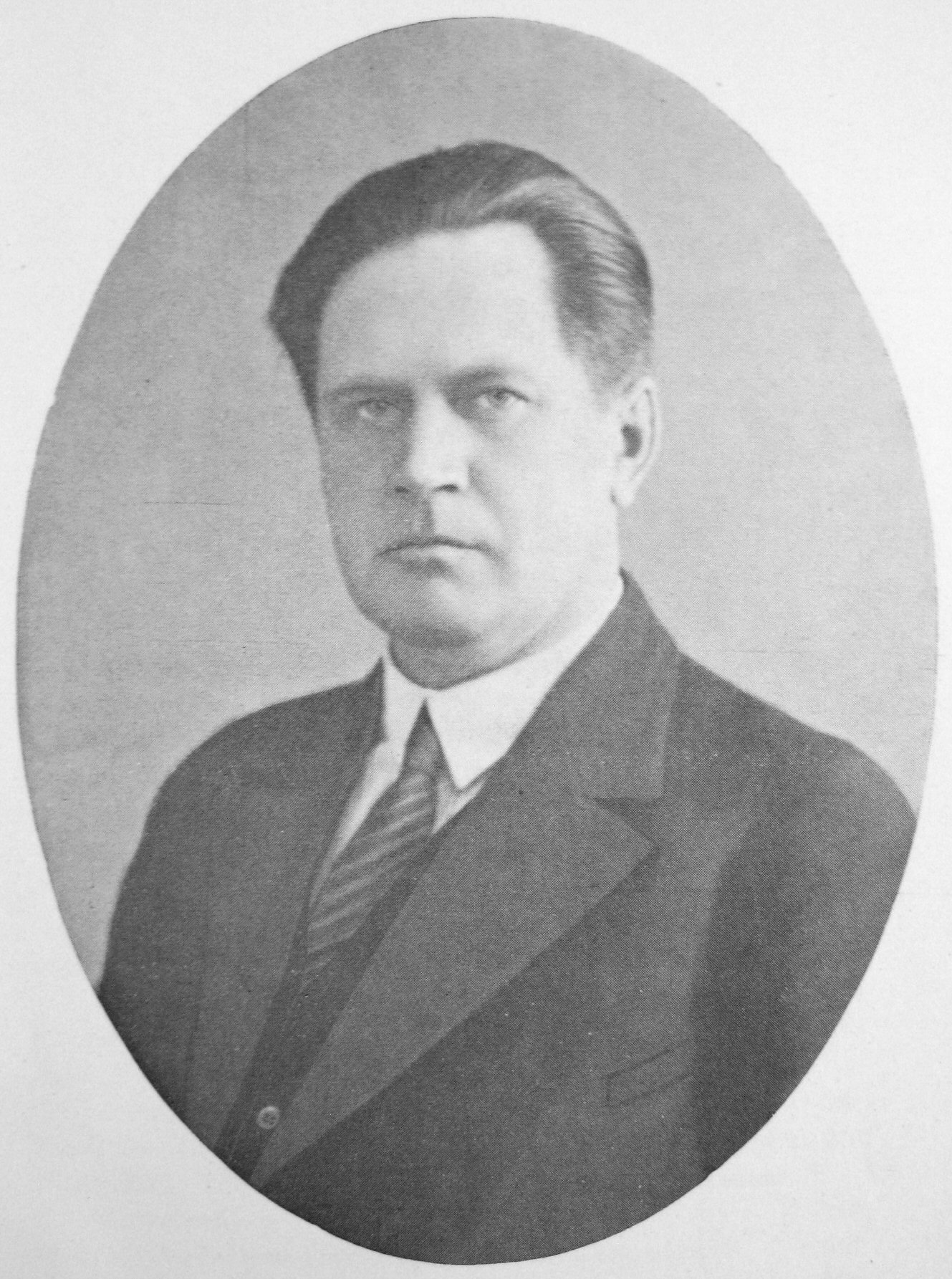
Aarno Henrik Maliniemi 1952

Aarno Henrik Maliniemi (* 9. März 1892 in Oulu; † 8. Oktober 1972 in Helsinki) war ein finnischer Professor für Kirchengeschichte (1940–1960) an der Universität Helsinki.
Maliniemi war ein wichtiger Kenner von mittelalterlicher Kulturgeschichte und alter Finnischer Literatur. Maliniemi hat Urkunden und Bibliographien publiziert.
Nach 1930 nannte er sich Malin.

## Werke
- Der Heiligenkalender Finnlands (1925)
- Studier i Vadstena klosters bibliotek (1926)
- S.G. Elmgrenin muistiinpanot (1939)
- De Sancto Henrico (1942)
- Birgittalaisuudesta sekä kohtia Naantalin luostarin historiasta (1943)
- Zur Kenntnis des Breviarium Aboense (1957)

| Personendaten    | Personendaten                         |
| ---------------- | ------------------------------------- |
| NAME             | Maliniemi, Aarno                      |
| ALTERNATIVNAMEN  | Maliniemi, Aarno Henrik; Malin, Aarno |
| KURZBESCHREIBUNG | finnischer Historiker                 |
| GEBURTSDATUM     | 9. März 1892                          |
| GEBURTSORT       | Oulu                                  |
| STERBEDATUM      | 8. Oktober 1972                       |
| STERBEORT        | Helsinki                              |